# Župnija Pivka
Župnija Pivka je rimskokatoliška teritorialna župnija dekanije Postojna v škofiji Koper.

## Sakralni objekti
|    | slika             | cerkev                            | kraj / naselje |
| -- | ----------------- | --------------------------------- | -------------- |
| 1. |                   | cerkev sv. Petra župnijska cerkev | Pivka          |
| 2. | [[Slika:\|100px]] | cerkev sv. Trojice podružnica     | Gradec         |
| 3. | [[Slika:\|100px]] | cerkev sv. Lovrenca podružnica    | Radohova vas   |
| 4. |                   | cerkev sv. Andreja podružnica     | Slovenska vas  |
| 5. | [[Slika:\|100px]] | cerkev sv. Jerneja podružnica     | Petelinje      |

Na področju župnije stoji še mnogo kapelic, znamenj in križev,.